# Omar Santacruz
Edgar Omar Santacruz Mendiola (ur. 13 stycznia 1977 w Tulpetlac) – meksykański piłkarz występujący na pozycji ofensywnego pomocnika.

## Kariera klubowa
Santacruz jest wychowankiem zespołu Club América z siedzibą w stołecznym mieście Meksyk. W meksykańskiej Primera División zadebiutował 13 stycznia 1997 za kadencji szkoleniowca Jorge Raúla Solariego w wygranym 2:1 spotkaniu z Santos Laguną. Nie potrafiąc sobie wywalczyć miejsca w pierwszej drużynie, po upływie sześciu miesięcy odszedł do Club León, gdzie spędził półtora roku. Tam także pełnił wyłącznie rolę rezerwowego, zdobywając wicemistrzostwo kraju w sezonie Invierno 1997. W późniejszym czasie z powodzeniem reprezentował barwy drugoligowego Lagartos de Tabasco, natomiast latem 2004 powrócił do Leónu, występującego już na zapleczu najwyższej klasy rozgrywkowej. Profesjonalną karierę zakończył w wieku 28 lat jako gracz kolumbijskiego Deportes Quindío. Jako trener szkolił czwartoligowy meksykański klub Colegio Deportivo Guanajuato.

## Kariera reprezentacyjna
W 1993 roku Santacruz znalazł się w składzie reprezentacji Meksyku U-17 na Młodzieżowe Mistrzostwa Świata w Japonii. Był wówczas podstawowym zawodnikiem swojej kadry – wystąpił we wszystkich trzech meczach, zdobywając po bramce w wygranym 2:1 spotkania z Włochami i przegranej 1:4 konfrontacji z Ghaną. Jego drużyna nie zdołała jednak wyjść z grupy, zajmując w niej trzecie miejsce. Cztery lata później został powołany na Mistrzostwa Świata U-20 w Malezji, gdzie rozegrał trzy mecze i strzelił gola w wygranym 5:0 pojedynku z ZEA. Meksykanie odpadli ostatecznie w 1/8 finału.